# 山内真吉
山内 真吉（やまのうち さねよし）は、江戸時代前期の武将。越後高田藩士、のち尾張藩士。

## 略歴
遠江国城東郡の武士・山内真次の長男。慶長5年（1600年）14歳で松平忠吉に出仕し、稲垣忠政組に属して200石を知行した。慶長12年（1607年）忠吉が亡くなると、父と同じく松平忠輝に仕えて250石を知行した。妻として忠輝の生母・茶阿局の親族にあたる山崎宗弘の妹を娶っている。慶長20年（1615年）大坂夏の陣では山田将監の隊下で出陣し、天王寺の戦いで活躍した。元和2年（1616年）忠輝が改易となると父とともに尾張藩に仕えて250石を知行したが、病気により嫡子を弟・真秀に譲り別家を立て、福住元国の同心となった。寛永9年（1632年）46歳で没。